# 佳科韋
47°56′58″N 39°8′24″E / 47.94944°N 39.14000°E
佳科韋（烏克蘭語：Дякове）是位於烏克蘭東部的村莊，由盧甘斯克州羅韋尼基區的安特拉齊特市鎮負責管轄。該村始建於1777年，面積8.31平方公里，海拔高度79米，2001年人口2,870，人口密度每平方公里345.5人。